# Народна библиотека Пирот
Народна библиотека Пирот је једна од најстаријих институција културе у Пироту.
Смештена је на две локације у самом центру града. Већина служби и позајмно одељење за децу пресељени су почетком 2006. године у зграду Дома војске, док је позајмно одељење за одрасле кориснике са читаоницом остало на старој адреси, у улици Бранка Радичевића.

## Историјат

### Читаоница
Први писани податак о Читаоници у Пироту, објављен је у листу „Исток“ 31. децембра 1878. године (9. јануара 1879. године по новом календару). Повод је био приређивање, на трећи дан Божића, „прве беседе са игранком, а у корист сиротних ђака пиротских“. Године 1880, Читаоница је имала 45 чланова са годишњим улогом од осам динара. Чланови су могли да читају српске листове: „Видело“, „Ратник“, „Стармали“, „Јавор“, „Тагблат“ и друге, а на располагању им је било 348 књига. Фонд је био смештен у приватној кући. Године 1881. године Читаоница престаје са радом.

### Јавна библиотека
Први озбиљнији напор за оживаљавање читаонице у Пироту учињен је током 1908—1909. године. Указом Краља Петра I од 14. јануара установљена Јавна библиотека у Пироту и Неготину. Упркос предузетим опсежним мерама за набавку и куповину потребних књига, часописа и осталог што је потребно за рад библиотеке, Јавна библиотека у Пироту је у свом раду наилазила на често непремостиве тешкоће. У одговору Живка Јоксимовића, књижничара, на допис Министарства просвете стоји: „Рад још није отпочет, нити ће то ускоро бити, јер: 1) инвентар још није готов; 2) библиотекар још није исписао картоне; 3) Библиотека је без огрева; 4) нема момка да помогне библиотекару; 4) нема никаквих правила о давању књига; 6) нема новчаних средстава за подмиривање текућих потреба; 7) треба изабрати библиотекара који ће имати довољно времена за рад у Библиотеци; 8) треба одредити сталну годишњу помоћ; 9) уз Библиотеку треба отворити и Читаоницу“.
Рад Јавне библиотеке у Пироту потпуно је замро у годинама балканских и Првог светског рата када су бугарски окупатори уништили фонд спаљивањем и преношењем књига у Софију. У периоду између два светска рата, као ни за време Другог светског рата, Јавна библиотека није радила. Постојала је школска библиотека у Гимназији са већим фондом књига.

### Градска књижница
Градски Народни фронт Пирота 17. маја 1947. године, је основао Градску књижницу са читаоницом.
Први период по формирању Библиотеке у Пироту је значајан по ангажовању на популаризацији књиге и читања. Да би се стигло и до најудаљенијих насеља у општини, користили су се мотоцикл, коњи и мазге. Шездесетих година прошлог века пиротска Библиотека је имала врло разгранату мрежу стационираних огранака у сеоским насељима и један огранак у индустријској зони града, док је библиобусом опслуживано 36 насеља.
Библиотека је постала центар културних догађања у општини, организоване су књижевне вечери, течајеви за учење страних језика, радионице за ликовне таленте, постојало је и мало луткарско позориште, а издаван је и дечји лист „Глас најмлађих“.

## Данас
Библиотека располаже са преко 60.000 књига, и фондом периодике од близу 200 наслова као и разноврсном некњижном грађом. Стручна обрада књижне грађе је аутоматизована, најпре по програмском пакету БИБЛИО у периоду од 2000. до 2006. године, а од фебруара 2007. године је започела аутоматизацију библиотечко информационог пословања на COBISS платформи.
Народна библиотека Пирот је од 1994. године матична за подручје Пиротског округа. Матичне функције остварује и у општинама Бабушница, Бела Паланка и Димитровград. Поред основне делатности Библиотека је организатор и многих књижевних сусрета, промоција, изложби, трибина, округлих столова, семинара.
Дечје одељење је 2006. године оформило Радионицу која окупља талентоване ђаке пиротских основних школа.
Библиотека издаје Пиротски зборник.

## Награде
За постигнуте резултате у развијању библиотечке делатности, Народна библиотека Пирот је добила Седмојулску повељу 1963. године и награду „Милорад Панић Суреп“ 1980 године.
Сурепову награду за унапређивање библиотечке делатности и развој библиотекарства добио је 1971. године и тадашњи директор Библиотеке Синиша Јовановић.
Поред његовог вишедеценијског управљања Библиотеком, на челу ове установе били су и Слободан Јончић, Драгана Јовановић-Ђурђић, Момчило Антић, Надица Костић и Бојана Ћирић.